# 濕濕小可愛
〈濕濕小可愛〉（是「Wet-Ass Pussy」的縮寫）是美國饒舌歌手卡迪·B和梅根·西·斯塔莉安合作的單曲，由大西洋唱片於2020年8月7日發行，是卡迪即將發行的第二張專輯首波主打歌曲。歌曲取樣自弗蘭克·斯基的歌曲〈Whores in This House〉，卡迪和梅根透過性暗示的歌詞，闡述男人如何取悅他們。
〈濕濕小可愛〉是2020年最受歡迎、成功以及最具爭議性的歌曲，歌曲登上多國音樂排行榜並被各家媒體評選為2020年度最佳歌曲，其歌詞是Google2020年度最多人搜尋的歌詞。另一方面，歌曲也因為露骨的歌詞及音樂錄影帶而受到爭議，部分認為是女性主義的展現；亦有批評為糟糕、下流甚至是物化女性。

## 製作與發行
〈濕濕小可愛〉是首有著強烈重低音的陷阱骯髒說唱歌曲，由卡迪·B、梅根·西·斯塔莉安共同演唱，奧斯汀·歐文斯（Austin Owens）、弗蘭克·斯基、詹姆斯·福耶三世（James Foye III）、喬丹·索普（Jordan Thorpe）負責創作，歌曲取樣自弗蘭克·斯基於1993年發布的作品〈Whores in This House〉，製作人Ayo和Keyz表示會決定取樣〈Whores in This House〉是當時兩人某次在亞特蘭大的夜店派對上，當他們聽到歌曲，就覺得非他莫屬。
卡迪·B於2020年8月3日公布歌曲封面，並透露斯塔莉安也將參與其中。8月7日，歌曲與音樂錄影帶同時發布，為了符合Youtube審查制度，影片採用了「和諧版」的歌詞。「和諧版」修改了部分過激歌詞，例如「wet ass pussy」改為「wet and gushy」，電台播放的歌曲同樣也採用和諧版。

## 音樂錄影帶
音樂錄影帶（MV）由科林·蒂利負責指導，於2020年7月在加州西好萊塢開始拍攝。凱莉·珍娜、诺曼妮、罗莎莉亚、Mulatto、露比·蘿絲和Sukihana等人皆參與MV演出，為了工作人員的安全，卡迪花費近10萬美金來幫所有人員進行2019冠状病毒病检测。
〈濕濕小可愛〉的MV發生在一棟豪宅。整棟建築有著形形色色的房間，有的被蛇佔據，有的布滿豹紋圖案，有的還看起來像威利·旺卡的工廠。除了五花八門的房間設計，每間房都有美女在其中。蒂利表示整棟豪宅以「精緻優雅與誇張奢華」為概念，同時增加了超現實的要素，讓其變成每人內心世界的展現
MV發布後，卡迪創建了「OnlyFans」帳戶，並在其中分享幕後影片與其他獨家內容。這些影片後來被上傳至卡迪的Youtube頻道。

## 專業評價
〈濕濕小可愛〉廣受樂評好評，評論稱讚歌曲幽默風趣、朗朗上口，而兩人勇敢表達自我的態度，被視為女性主義的展現。〈濕濕小可愛〉亦是2020年最佳歌曲，包含英國廣播公司、全国公共广播电台、Genius、《新音樂快遞》、Pitchfork、《誠懇家日報》、《滾石》都將歌曲評選為「2020年最佳歌曲」。
Pitchfork的莱金·斯塔林（Lakin Starling）稱〈濕濕小可愛〉為「令人噁心的嘻哈音樂」，歌曲敘述兩位家喻戶曉嘻哈歌手的個性，歌詞的內容並不是為了男性，而是以女性為中心，自由的慶祝他們令人垂涎的力量、性吸引力和頂級“鮑魚”。同樣來自Pitchfork傑遜·格林稱讚歌曲不僅歡樂至極、光彩奪目還充滿畫面細節，是這個光怪陸離夏天中最成熟的小黃歌。《Complex》的布丽安娜·霍尔特（Brianna Holt）評論卡迪和梅根兩人都是女性性慾、獨立和支配的強者，霍尔特表示歌曲是「女性賦權的縮影」，在這個人們積極擺脫偏見與歧視並意識到黑人女性被忽視的時代，沒有什麼藝術比〈濕濕小可愛〉更有價值且再好不過。
另一方面，歌曲也受到不少保守人士的抨擊。知名保守派政治評論家班·夏皮羅批評歌曲，諷刺「這就是女權主義要奮鬥的東西」。塔克·卡森表示：「歌曲很明顯瞄準美國的年輕女性，可能是你的女兒、孫女或是其他人。你能想到他們要做什麼嗎？人們分享這首歌很明顯是要殘害你的孩子」。來自加州的前國會候選人迪安娜·洛林（DeAnna Lorraine）批評歌曲讓女性一夜回到解放前。保守派政治新聞記者詹姆斯·布拉德利（James P. Bradley）則表示他想用圣水淨化自己的耳朵。美國知名饒舌歌手史努比狗狗也批評歌曲過於暴露。全国公共广播电台在他們的「2020年最佳歌曲」排行中評論道「誰都沒想到，一首慶祝自己（卡迪和梅根）快樂的歌曲會引起衛道人士的不安與憤怒」。

## 商業成績
歌曲在美國Spotify以超過234萬次串流點聽空降排行榜冠軍，成為首位獲得空降冠軍的女子饒舌組合。〈濕濕小可愛〉同樣空降Apple Music、《滾石》百強單曲榜和《告示牌》百强单曲榜。這是卡迪·B第4首、梅根第2首冠軍單曲《告示牌》冠軍歌曲，卡迪也因此成為首位在2010年代與2020年代均有冠軍歌曲的女性饒舌歌手。〈濕濕小可愛〉以首周12.5萬次下載獲得數位歌曲銷售榜季軍，9300萬串流點聽獲得串流歌曲榜殿軍。9300萬的串流成績打破爱莉安娜·格兰德〈七枚鑽戒〉（8530萬）成為《告示牌》史上最多首周串流點聽的歌曲，〈濕濕小可愛〉亦超越罗迪·里奇〈The Box〉（7720萬）成為2020年每周最多串流點聽的歌曲。〈濕濕小可愛〉是第23首擁有至少亞軍2倍積分的冠軍，並在發行後的7天獲得美國唱片業協會黃金認證。《告示牌》稱其為「過去30年來最有主宰力的歌曲」。
〈濕濕小可愛〉在其他國家也獲得不錯的表現。歌曲獲得澳大利亚唱片业协会榜、加拿大百強單曲榜、國際唱片業協會希臘分會國際單曲榜、爱尔兰单曲榜、新西兰官方音乐榜和英國單曲排行榜冠軍以及多國音樂排行榜前5名。〈濕濕小可愛〉是《公告牌》全球二百强单曲榜的創榜冠軍，根據統計，歌曲在200多個地區達成1.009億次串流與2.3萬次下載，蟬聯3周冠軍。

## 榜單表現
| 榜单（2020年）                            | 最高排名 |
| ----------------------------------------- | -------- |
| 阿根廷 （Argentina Hot 100）              | 17       |
| 澳大利亚（澳大利亚唱片业协会榜）          | 1        |
| 澳大利亚（澳大利亚唱片业协会城市榜）      | 1        |
| 奧地利（Ö3四十強單曲榜）                  | 8        |
| 比利时佛兰德（Ultratop單曲榜）            | 14       |
| 比利時瓦隆（Ultratop單曲榜）              | 41       |
| 巴西（巴西作曲家联盟）                    | 10       |
| 加拿大（Canadian Hot 100）                | 1        |
| 捷克（百強數位單曲榜）                    | 10       |
| 丹麥（Tracklisten）                       | 7        |
| 愛沙尼亞（Eesti Tipp-40）                 | 2        |
| 歐洲（《告示牌》Euro Digital Song Sales） | 9        |
| 芬蘭（芬蘭官方單曲榜）                    | 4        |
| 法國（法國唱片出版業公會單曲榜）          | 30       |
| 德國（德國官方單曲榜）                    | 12       |
| 全球（Billboard Global 200）              | 1        |
| 希臘（國際唱片業協會希臘分會國際單曲榜）  | 1        |
| 香港（新城電台勁爆外語榜）                | 1        |
| 匈牙利（四十強單曲榜）                    | 8        |
| 匈牙利（四十強串流榜）                    | 2        |
| 冰島（Plötutíðindi）                      | 11       |
| 愛爾蘭（愛爾蘭唱片音樂協會单曲榜）        | 1        |
| 義大利（意大利音乐产业联盟）              | 24       |
| 日本（《告示牌》Hot Overseas）            | 10       |
| 拉脫維亞（拉脱维亚表演者和制片人协会）    | 7        |
| 立陶宛（AGATA）                           | 1        |
| 馬來西亞（馬來西亞唱片業協會）            | 8        |
| 荷蘭（Tipparade）                         | 1        |
| 荷蘭（荷蘭百大單曲榜）                    | 16       |
| 新西兰（新西兰官方音乐榜）                | 1        |
| 挪威（VG-lista單曲榜）                    | 2        |
| 葡萄牙（葡萄牙唱片業協會）                | 5        |
| 羅馬尼亞（百大電台榜）                    | 47       |
| 蘇格蘭（官方榜單公司單曲榜）              | 8        |
| 新加坡（新加坡唱片業協會）                | 4        |
| 斯洛伐克（百強數位單曲榜）                | 5        |
| 韓國（Gaon單曲榜）                        | 121      |
| 西班牙（西班牙音樂製作協會）              | 36       |
| 瑞典（瑞典最熱榜）                        | 6        |
| 瑞士（瑞士热门音乐榜）                    | 5        |
| 英國（官方榜單公司單曲榜）                | 1        |
| 英國（官方榜單公司節奏藍調榜）            | 1        |
| 美國（《告示牌》Billboard Hot 100）       | 1        |
| 美國（《告示牌》Hot R&B/Hip-Hop Songs）   | 1        |
| 美國（《告示牌》Hot R&B/Hip-Hop Songs）   | 1        |
| 美國（《告示牌》Rhythmic Airplay）        | 1        |
| 美国（《滾石》百強單曲榜）                | 1        |

| 排行榜（2020年）     | 排名 |
| -------------------- | ---- |
| 巴西（五十大串流榜） | 16   |

| 榜單（2020年）                          | 排名 |
| --------------------------------------- | ---- |
| 澳大利亚（澳大利亚唱片业协会）          | 19   |
| 奥地利（Ö3四十强单曲榜）                | 53   |
| 比利时佛兰德（Ultratop五十强单曲榜）    | 96   |
| 加拿大（Canadian Hot 100）              | 37   |
| 丹麥（Tracklisten）                     | 89   |
| 法国（法國唱片出版業公會）              | 168  |
| 德國（德國官方榜單）                    | 96   |
| 匈牙利（四十強單曲榜）                  | 76   |
| 冰島（Plötutíðindi）                    | 51   |
| 愛爾蘭（愛爾蘭唱片音樂協會单曲榜）      | 16   |
| 瑞典（瑞典最熱榜）                      | 77   |
| 瑞士（瑞士熱門音樂榜）                  | 60   |
| 英國（官方榜單公司單曲榜）              | 23   |
| 美國（Billboard Hot 100）               | 24   |
| 美國（《告示牌》Hot R&B/Hip-Hop Songs） | 10   |
| 美國（《告示牌》Rhythmic Songs）        | 31   |
| 美国（《滚石》百强单曲榜）              | 7    |
| 榜單（2021年）                          | 排名 |
| 澳大利亚（澳大利亚唱片业协会）          | 49   |
| 全球（Billboard Global 200）            | 42   |
| 美國（《告示牌》Hot R&B/Hip-Hop Songs） | 42   |

## 銷售認證
| 地區                               | 认证    | 认证单位/销量 |
| ---------------------------------- | ------- | ------------- |
| 澳大利亚（澳大利亚唱片业协会）     | 4× 白金 | 280,000‡      |
| 奥地利（國際唱片業協會奧地利分會） | 白金    | 30,000‡       |
| 比利时（比利時唱片音樂協會）       | 金      | 10,000‡       |
| 巴西（巴西唱片業協會）             | 2× 钻石 | 320,000‡      |
| 加拿大（加拿大音乐协会）           | 7× 白金 | 560,000‡      |
| 丹麦（國際唱片業協會丹麥分會）     | 白金    | 90,000‡       |
| 法国（法國唱片出版業公會）         | 白金    | 200,000‡      |
| 德国（聯邦音樂產業協會）           | 金      | 200,000‡      |
| 意大利（意大利音乐产业联盟）       | 白金    | 70,000‡       |
| 新西兰（新西兰唱片音乐协会）       | 2× 白金 | 60,000‡       |
| 挪威（國際唱片業協會挪威分会）     | 白金    | 60,000‡       |
| 波兰（波蘭音像製造商協會）         | 3× 白金 | 60,000‡       |
| 葡萄牙（葡萄牙唱片業協會）         | 2× 白金 | 20,000‡       |
| 西班牙（西班牙音樂製作協會）       | 金      | 30,000‡       |
| 英国（英国唱片业协会）             | 2× 白金 | 1,200,000‡    |
| 美国（美國唱片業協會）             | 8× 白金 | 8,000,000‡    |
| ‡僅含認證的+實際銷量               |         |               |

## 发行历史
| 地区   | 日期         | 形式             | 厂牌   | 来源            |
| ------ | ------------ | ---------------- | ------ | --------------- |
| 全球   | 2020年8月6日 | 7英吋 卡式录音带 | 華納   | [ 128 ] [ 129 ] |
| 全球   | 2020年8月7日 | 數位下載 流媒体  | 大西洋 | [ 130 ]         |
| 義大利 | 2020年8月7日 | 當代流行電台     | 華納   | [ 131 ]         |